# Ernst Laraque
Ernst Laraque (né le 16 novembre 1970) est un judoka haïtien qui a remporté la médaille de bronze dans la catégorie poids léger (– 73 kg) au 2003 Jeux panaméricains. Il a représenté son pays en deux années consécutives lors des jeux Olympiques d'Été, en 2000 à Sydney et en Australie. Il vit à Montréal.

## Biographie
Né le 16 novembre 1970, Il est entraineur  de Judo à Montréal et marié à Sarah Myriam Mazouz.

## Palmarès
Il participe aux jeux olympiques, en 2000 et en 2004. Il a été plusieurs fois médaillé.
- il a été deux fois vice-champion Panaméricain[6]
- il a été deux  fois champion Canadien[6].
- il a été sept fois champion d’Haïti[6].
- il a été cinq 5 fois champion aux jeux Centre-Amérique et Caraïbes[6].
- il a été champion du tournoi international de Cuba[6].
- il a été deux fois vice-champion aux jeux Panaméricains[6].
- il a été vice-champion du tournoi international de Hollande[6].
- il a été médaillé de bronze aux jeux de la francophonie[6].
- il a été quatre fois médaillé de bronze aux jeux Panaméricains[6].